# Борисові
Бори́сові або Бори́сови — дворянські роди в Російській імперії.

## Історія родів
Існує кілька старовинних руських дворянських родів Борисових. Родоначальником найдавнішого з них був Борис Матвійович Борисов, вотчину якого в Муромському повіті отримали по грамоті великого князя Василя Івановича у 1537 році його сини: Василь, Нечай, Михайло, Роман і Борис. Один з онуків названих осіб, Григорій Семенович, володів маєтками у 1606 році і лишив після себе чотирьох синів: Гаврила, Якова, Степана і Василя, нащадки яких були землевласниками в Муромському повіті.
Інший рід Борисових, започаткований на початку XVII століття, походить від Михайла Григоровича Борисова, який володів маєтками в Торопецькому і Великолуцькому повітах. Нащадки його трьох синів — Сергія, Пилипа і Петра — записані в VI частині родовідної книги Псковської губернії.
Третій рід Борисовтих походить від Якова і Бориса Юрійовичів Борисових, які володіли маєтками у 1628 році і записані в VI частину родовідної книги Тверської губернії.
Четвертий рід Борисових походить від Міная Опанасовича Борисова, який помер у 1648 році. Він мав двох синів: Абросіма і Володимира. У першій половині XVIII століття багато представників цього роду було записано в однодворці (особливий клас, що фактично займав проміжне положення між дрібними поміщиками і селянами) і виключено з цього класу лише в 1796 році. Рід записаний в VI частину родовідної книги Рязанської губернії.
П'ятий дворянський рід Борисових походить від дяка Бориса і його синів — Микити та Григорія, що володіли маєтками у 1680 році. Рід записаний в VI частину родовідних книг Тульської і Калузької губерній.

## Відомі представники
- Борисов Яків Захарович — воєвода в казанському поході 1544 року і в шведському 1549 року.
- Борисов Андрій Михайлович — воєвода в казанському поході 1544 року і в полоцькому 1551 року.
- Борисов Леонтій Костянтинович — вбитий в зимовому казанському поході 1550 року.
- Борисов Федір Іванович — вбитий під час взяття Казані 20 жовтня 1552 року. Обидва імені вписані в синодик Московського Успенського собору.
- Борисові Василь Петрович та Тимофій Васильович — згадуються на весіллі князя Андрія Івановича Старицького з княжною Єфросинією Андріївною Хованськой в січні 1533 року.
- Борисові Григорій та Іван Тимофійовичі — згадуються на весіллі князя Володимира Андрійовича Старицького (сина Андрія Івановича) з Євдокією Михайлівною Нагою 31 травня 1550 року.
- Борисов Михайло Васильович — воєвода в Юр'єві-Лівонському (тепер — місто Тарту в Естонії) в 1563 році та Чернігові — в 1592.
- У XVII столітті Борисові значилися в стряпчих, городових дворянах і стольниках.
- У 1699 році п'ятдесят чотири Борисових володіли маєтками.
- Григорій та Федір Григоровичі — були стольниками Петра I.
- Борисов Олександр Іванович (1755—1810) — віце-адмірал, військовий губернатор Астраханського порту.
- Борисов Андрій Іванович (1798—1854) — відставний підпоручик, декабрист.
- Борисов Михайло Іванович (?—1801) — контр-адмірал, герой Красногорської битви зі шведами у 1790 році.
- Борисов Петро Іванович (1800—1854) — декабрист, підпоручик.